# Bertil Brunzelius
Axel Henning Bertil Brunzelius, ursprungligen Johansson, född 14 augusti 1920 i Stockholm, död 13 april 2006 i Trosa, var en svensk arkitekt.
Brunzelius, som var son till byggmästare Axel Karlsson och Hilma Johansson, utexaminerades från Katrineholms tekniska skola 1940. Han var anställd på stadsarkitektkontoret i Kumla stad 1939–1944, i Hallsbergs köping 1945, Lantbruksförbundets Byggnadsförening 1947–1951 och var innehavare av arkitekt- & ingenjörsfirma Bertil Brunzelius i Nyköping från 1952. Han var ledamot av olika byggnadskommittéer och bostadsrättsföreningar i Södermanlands län.